# Cosmolot
Cosmolot (укр. Космолот, ТОВ «Спейсикс») — українська компанія, що організовує азартні ігри в інтернеті, компанію створив російський бізнесмен Сергій Токарєв.

## Історія
Компанію було створено 2020 року в Києві російським бізнесменом Сергієм Токарєвим, коли він перетворив компанію Lucky Labs на Cocmolot та PokerMatch. 2001 року Токарєв із партнерами заснував компанію Globo-Tech, що створювала програмне забезпечення для казино. Зокрема, компанія копіювала ігри відомих виробників і продавала їх як власний продукт. Коли казино в Росії стали незаконними, компанія зайнялиая розвитком піратських казино під брендами Вулкан і Vulkan.
Офіційними керівниками компанії є Сергій Потапов та громадянин Німеччини із реєстрацією у Великобританії Арнульф Еккехард Нойманн-Дамерау. Компанія співпрацює з ігровими провайдерами серед яких Evolution, Pragmatic Play, Playson, Wazdan, Spinomenal, Amusnet, Yggdrasill та інші.
На початку 2021 року компанія отримала ліцензію від КРАІЛ на проведення онлайнових азартних ігор в Україні.
Серпень 2023 — співвласником компанії став Арнульф Дамерау. Протягом 2023 року компанія заробила 27 млрд грн.

## Розслідування

### Звинувачення в ухиленні від податків
У квітні 2024 року за поданням БЕБ було відкрито кримінальну справу про ухилення від сплати податків на понад 1 млрд грн. За даними слідства, компанія виплатила 4,5 млрд виграшів без сплати податку на доходи фізосіб та військовий збір на 1,1 млрд грн. Виплати позначалися як повернення коштів фізичним особам, які нібито не були використані в азартних іграх, а не як виграші.

## Благодійність
У грудні 2022 року компанія стала партнером компанії UA Dynamics, яка виробляє дрони Punisher.
У травні 2022 створила проєкт «Палімо вату разом» для збору коштів для військового обладнання.

## Досягнення
- 2023 — № 2 у категорії «Brand Experiencе» за версією X-Ray[21]